# Indigofera haplophylla
Indigofera haplophylla är en ärtväxtart som beskrevs av Ferdinand von Mueller. Indigofera haplophylla ingår i släktet indigosläktet, och familjen ärtväxter. Inga underarter finns listade i Catalogue of Life.